# Mistrovství světa ve fotbale klubů 2009
Mistrovství světa ve fotbale klubů 2009 se hrálo v prosinci 2009 ve Spojených arabských emirátech. Vítězem se stal tým FC Barcelona.

## Kvalifikované týmy
| Tým                          | Konfederace | Způsob kvalifikace                                       |
| ---------------------------- | ----------- | -------------------------------------------------------- |
| Kvalifikováni do semifinále  |             |                                                          |
| FC Barcelona                 | UEFA        | Vítěz Ligy mistrů UEFA 2008/09                           |
| Estudiantes de La Plata      | CONMEBOL    | Vítěz Copa Libertadores 2009                             |
| Kvalifikováni do čtvrtfinále |             |                                                          |
| Atlante FC                   | CONCACAF    | Vítěz Ligy mistrů CONCACAF 2008/09                       |
| Pohang Steelers              | AFC         | Vítěz Ligy mistrů AFC 2009                               |
| TP Mazembe                   | CAF         | Vítěz Ligy mistrů CAF 2009                               |
| Kvalifikováni do osmifinále  |             |                                                          |
| Auckland City FC             | OFC         | Vítěz Ligy mistrů OFC 2008/09                            |
| Al-Ahli Dubai                | Hostitel    | Vítěz Fotbalové ligy Spojených arabských emirátů 2008/09 |

## Zápasy
Všechny časy jsou v UTC+4

### Osmifinále
| 9. prosince 2009 20:00 |        |                           |                                                                                               |
| Al-Ahli Dubai          | 0 – 2  | Auckland City             | Mohammed Bin Zayed Stadium, Abú Zabí diváci: 14,856 rozhodčí: Carlos Eugênio Simon (Brazílie) |
|                        | Report | 45' Dickinson 67' Coombes | Mohammed Bin Zayed Stadium, Abú Zabí diváci: 14,856 rozhodčí: Carlos Eugênio Simon (Brazílie) |

### Čtvrtfinále
| 11. prosince 2009 20:00 |        |                   |                                                                                          |
| TP Mazembe              | 1 – 2  | Pohang Steelers   | Mohammed Bin Zayed Stadium, Abú Zabí diváci: 9,627 rozhodčí: Peter O'Leary (Nový Zéland) |
| Bedi 28'                | Report | 50', 78' Denilson | Mohammed Bin Zayed Stadium, Abú Zabí diváci: 9,627 rozhodčí: Peter O'Leary (Nový Zéland) |

| 12. prosince 2009 20:00 |        |                                            |                                                                          |
| Auckland City FC        | 0 – 3  | Atlante FC                                 | Zayed Sports City, Abú Zabí diváci: 7,222 rozhodčí: Coffi Codjia (Benin) |
|                         | Report | 36' Arreola 69' Bermúdez 90+1' Lucas Silva | Zayed Sports City, Abú Zabí diváci: 7,222 rozhodčí: Coffi Codjia (Benin) |

### Semifinále
| 15. prosince 2009 20:00 |        |                    |                                                                                        |
| Pohang Steelers         | 1 – 2  | Estudiantes        | Mohammed Bin Zayed Stadium, Abú Zabí diváci: 22,626 rozhodčí: Roberto Rosetti (Itálie) |
| Denilson 71'            | Report | 45+2', 53' Benítez | Mohammed Bin Zayed Stadium, Abú Zabí diváci: 22,626 rozhodčí: Roberto Rosetti (Itálie) |

| 16. prosince 2009 20:00 |        |                                |                                                                                      |
| Atlante FC              | 1 – 3  | Barcelona                      | Zayed Sports City, Abú Zabí diváci: 40,955 rozhodčí: Carlos Eugênio Simon (Brazílie) |
| Rojas 5'                | Report | 35' Sergio 55' Messi 67' Pedro | Zayed Sports City, Abú Zabí diváci: 40,955 rozhodčí: Carlos Eugênio Simon (Brazílie) |

### O 5. místo
| 16. prosince 2009 17:00  |        |                                  |                                                                               |
| TP Mazembe               | 2 – 3  | Auckland City                    | Zayed Sports City, Abú Zabí diváci: 4,200 rozhodčí: Benito Archundia (Mexiko) |
| Kasongo 60' Kasusula 67' | Report | 29', 72' Hayne 90+4' Van Steeden | Zayed Sports City, Abú Zabí diváci: 4,200 rozhodčí: Benito Archundia (Mexiko) |

### O 3. místo
| 19. prosince 2009 17:00 |            |             |                                                                                 |
| Pohang Steelers         | 1 – 1 (pp) | Atlante FC  | Zayed Sports City, Abú Zabí diváci: 13,814 rozhodčí: Matthew Breeze (Austrálie) |
| Denilson 42'            | Report     | 46' Márquez | Zayed Sports City, Abú Zabí diváci: 13,814 rozhodčí: Matthew Breeze (Austrálie) |

|                                                                 |       | Penaltový rozstřel                       |  |
| No Byung-Jun Denilson Shin Hyung-Min Park Hee-Chul Kim Hyung-Il | 4 – 3 | Solari Márquez Peralta Lucas Silva Vilar |  |

### Finále
| 19. prosince 2009 20:00 |            |                      |                                                                                |
| Estudiantes             | 1 – 2 (pp) | Barcelona            | Zayed Sports City, Abú Zabí diváci: 43,050 rozhodčí: Benito Archundia (Mexiko) |
| Boselli 37'             | Report     | 89' Pedro 110' Messi | Zayed Sports City, Abú Zabí diváci: 43,050 rozhodčí: Benito Archundia (Mexiko) |

## Vítěz
| Mistrovství světa ve fotbale klubů 2009 FC Barcelona První titul Víctor Valdés, Dani Alves, Gerard Piqué, Carles Puyol , Éric Abidal, Seydou Keita, Xavi, Sergio Busquets, Lionel Messi, Thierry Henry, Zlatan Ibrahimović, Pedro, Yaya Touré, Jeffrén Suárez Trenér: Pep Guardiola |